# Président du Conseil supérieur des Sports
Le président du Conseil supérieur des Sports (en espagnol : Presidente del Consejo Superior de Deportes) est la personne chargée de présider et diriger les instances et services du Conseil supérieur des Sports d'Espagne. Il a rang de secrétaire d'État.
L'actuel titulaire de ce poste est, depuis le 20 décembre 2023, le socialiste José Manuel Rodríguez Uribes.

## Statut

### Nomination
Le président du Conseil supérieur des Sports (CSD) est nommé en conseil des ministres sur proposition du ministre de rattachement, en l'espèce le ministre de la Culture et des Sports.

### Rang administratif
En vertu de la loi relative aux sports de 1990, qui reprend les dispositions de la loi de 1980, le président a rang administratif de secrétaire d'État, le plus haut rang de l'administration centrale après celui de ministre.

## Fonctions
Le président du CSD exerce la représentation et la direction supérieure du Conseil, administre son patrimoine, conclut les contrats et établit les actes administratifs.

### Missions
Il lui revient de : 
- présider la commission de direction ;
- impulser, coordonner et superviser les activités des organes de direction et des unités du CSD ;
- convenir avec les fédérations sportives leurs objectifs, leurs programmes sportifs (spécialement celles des sports de haut niveau), leurs budgets, leurs structures organiques et fonctionnelles ;
- accorder les subventions et prêts remboursables imputés au budget du CSD ;
- autoriser ou refuser la tenue sur le territoire espagnol de compétitions sportives officielles à caractère international, et la participation des sélections espagnoles à des compétitions internationales ;
- autoriser les dépenses pluriannuelles des fédérations sportives, déterminer la destination de leur patrimoine net en cas de dissolution, et autoriser le prélèvement et l'aliénation de leurs biens immeubles, quand ceux-ci ont été financés par des fonds publics de l'État ;
- autoriser l'acquisition d'actions des sociétés anonymes sportives et exercer le pouvoir de sanction contre ces sociétés ;
- concéder les décorations, distinctions et autres prix du CSD ;
- administrer le patrimoine du CSD, autoriser et disposer des dépenses du Conseil, reconnaître les obligations et ordonner les paiements, autoriser les modifications de crédit qui en découlent, conclure les contrats propres à l'activité du Conseil supérieur des Sports, et établir les actes administratifs au nom du CSD ;
- formuler et approuver les comptes annuels, en rendre compte devant le Tribunal des comptes et approuver l'avant-projet de budget.

### Présidences
Le président du CSD assume la présidence de la commission de direction, de l'assemblée générale des sports, de la commission d'évaluation du sport de haut niveau (CEDAN), du comité espagnol du sport universitaire (CEDU), de la conférence interterritoriale du sport (CID), et du conseil directeur de l'Agence espagnole de protection de la santé sportive.

## Histoire
À la création du Conseil supérieur des Sports en 1977, la présidence en revient au ministre de la Culture, secondé par le directeur général. Avec l'adoption de la première loi relative aux sports, en 1980, cette présidence de droit est supprimée au profit d'un poste pérenne, dont le titulaire a rang de secrétaire d'État.

### Titulaires
| Titulaire | Titulaire                      | Début      | Fin         | Parti | Ministre                                                                              |
| --------- | ------------------------------ | ---------- | ----------- | ----- | ------------------------------------------------------------------------------------- |
|           | Jesús Hermida Cebreiro         | 20/05/1980 | 16/12/1982  | Sans  | Ricardo de la Cierva Íñigo Cavero Soledad Becerril                                    |
|           | Román Cuyás                    | 16/12/1982 | 10/01/1987  | Sans  | Javier Solana Jorge Semprún                                                           |
|           | Javier Gómez-Navarro           | 10/01/1987 | 21/07/1993  | Sans  | Jorge Semprún Javier Solana Alfredo Pérez Rubalcaba                                   |
|           | Rafael Cortés Elvira           | 27/07/1993 | 11/05/1996  | PSOE  | Gustavo Suárez Pertierra Jerónimo Saavedra                                            |
|           | Pedro Antonio Martín Marín     | 11/05/1996 | 18/07/1998  | PP    | Esperanza Aguirre                                                                     |
|           | Santiago Fisas                 | 18/07/1998 | 23/01/1999  | PP    | Mariano Rajoy                                                                         |
|           | Francisco Villar García-Moreno | 23/01/1999 | 06/05/2000  | PP    | Mariano Rajoy                                                                         |
|           | Juan Antonio Gómez-Angulo      | 12/05/2000 | 20/04/2004  | PP    | Pilar del Castillo                                                                    |
|           | Jaime Lissavetzky              | 20/04/2004 | 02/04/2011  | PSOE  | María Jesús San Segundo Mercedes Cabrera Ángel Gabilondo José Luis Rodríguez Zapatero |
|           | Albert Soler                   | 02/04/2011 | 08/10/2011  | PSC   | José Luis Rodríguez Zapatero                                                          |
|           | Miguel Cardenal Carro          | 14/01/2012 | 19/11/2016  | PP    | José Ignacio Wert Íñigo Méndez de Vigo                                                |
|           | José Ramón Lete                | 19/11/2016 | 23/06/2018  | PP    | Íñigo Méndez de Vigo                                                                  |
|           | María José Rienda              | 23/06/2018 | 30/01/2020  | Sans  | José Guirao                                                                           |
|           | Irene Lozano                   | 30/01/2020 | 31/03/2021  | Sans  | José Manuel Rodríguez Uribes                                                          |
|           | José Manuel Franco             | 31/03/2021 | 14/06/2023  | PSOE  | José Manuel Rodríguez Uribes Miquel Iceta                                             |
|           | Víctor Francos                 | 14/06/2023 | 20/12/2023  | PSOE  | Miquel Iceta                                                                          |
|           | José Manuel Rodríguez Uribes   | 20/12/2023 | en fonction | PSOE  | Pilar Alegría                                                                         |